# Женская сборная Тайваня по кёрлингу
Женская сборная Тайваня по кёрлингу — представляет Китайскую Республику (Тайвань) на международных соревнованиях по кёрлингу. Управляющей организацией выступает Федерация кёрлинга Тайваня (Chinese Taipei Curling Federation).

## Статистика выступлений

### Зимние Азиатские игры
| Год       | Место          | И              | В              | П              | Состав (четвёртый/скип, третий, второй, первый, запасной, тренер)                  |
| --------- | -------------- | -------------- | -------------- | -------------- | ---------------------------------------------------------------------------------- |
| 2003      | 4              | 3              | 0              | 3              | Cheng Li-lin (скип), Ku Chia-hua, ?, Chang Chia-wen                                |
| 2007—2017 | не участвовали | не участвовали | не участвовали | не участвовали | не участвовали                                                                     |
| 2025      | 7              | 8              | 2              | 6              | Yang Ko (скип), Lee Yi-Chun, Liu I-Ling, Chang Chia-Chi, тренер: Lisa Gail Rauliuk |

### Панконтинентальные чемпионаты
| Год  | Место | И | В | П | Состав (четвёртый/скип, третий, второй, первый, запасной, тренер)                                                      |
| ---- | ----- | - | - | - | --- |
| 2022 | 10    | 7 | 0 | 7 | Heidi Lin (скип), Amanda Chou, Stephanie Lee, I-Ling Liu, запасной: Naomi Huang, тренеры: Craig Lightbody, Brendon Liu |
| 2023 | 6     | 7 | 2 | 5 | Cynthia Lu (скип), Amanda Chou, Heidi Lin, Shar-Yin Huang, запасной: Jennifer Ying, тренер: Craig Lightbody            |
| 2024 | 8     | 7 | 0 | 7 | Yang Ko (скип), Stephanie Lee, Liu I-Ling, Chang Chia-Chi, запасной: Lee Ming-Chieh, тренер: Dennis Mellerup           |

### Тихоокеанско-Азиатские чемпионаты
| Год       | Место          | И              | В              | П              | Состав (четвёртый/скип, третий, второй, первый, запасной, тренер)                                   |
| --------- | -------------- | -------------- | -------------- | -------------- | --------------------------------------------------------------------------------------------------- |
| 1991—2000 | не участвовали | не участвовали | не участвовали | не участвовали | не участвовали                                                                                      |
| 2001      | 5              | 8              | 0              | 8              | |
| 2002      | не участвовали | не участвовали | не участвовали | не участвовали | не участвовали                                                                                      |
| 2003      | 6              | 6              | 1              | 5              | |
| 2004      | 6              | 6              | 0              | 6              | |
| 2005      | 5              | 6              | 2              | 4              | |
| 2006      | 5              | 4              | 0              | 4              | |
| 2007—2018 | не участвовали | не участвовали | не участвовали | не участвовали | не участвовали                                                                                      |
| 2019      | 5              | 7              | 3              | 4              | Heidi Lin (скип), Amanda Chou, Stephanie Lee, Ko Yang, запасной: I-Ling Liu, тренер: Bradley Burton |

## См.также
- Мужская сборная Тайваня по кёрлингу
- Смешанная сборная Тайваня по кёрлингу
- Смешанная парная сборная Тайваня по кёрлингу